# Ede Reményi
Ede Reményi, właśc. Eduard Hoffmann (ur. 17 stycznia 1828 w Miszkolcu, zm. 15 maja 1898 w San Francisco) – węgierski skrzypek.

## Życiorys
Uczył się gry na skrzypcach u Josepha Bartmanna w Egerze (1838–1842) oraz u Josepha Böhma w Wiedniu (1842–1845). Debiutował w 1846 roku w Peszcie, następnie wystąpił w Paryżu (1847) i Londynie (1848). Skazany na wygnanie z kraju za uczestnictwo w rewolucji węgierskiej 1848 roku, wyjechał do Stanów Zjednoczonych. W 1851 roku występował w Hamburgu razem z Johannesem Brahmsem, z którym następnie w latach 1852–1853 odbył tournée koncertowe po Niemczech, w trakcie którego poznał Josepha Joachima i Ferenca Liszta. W latach 1854–1859 był nadwornym skrzypkiem królowej Wiktorii. W 1860 roku po uzyskaniu amnestii wrócił na Węgry, gdzie występował jako artysta koncertujący. W 1870 roku został solistą Teatru Narodowego w Peszcie. Występował z koncertami we Francji, Niemczech i Holandii (1865), Londynie (1877–1878) oraz Stanach Zjednoczonych, Kanadzie i Meksyku (1878). W latach 1877–1878 odbył światowe tournée, w trakcie którego odwiedził Chiny, Japonię i Afrykę Południową. Z czasem z powodu pogarszającego się stanu zdrowia ograniczył działalność koncertową. Zmarł na skutek ataku apopleksji podczas występu w Orpheum Theater w San Francisco.
Jego gra była podziwiana przez współczesnych, do jego wielbicieli należał Ferenc Liszt. W swoich występach łączył technikę z emocjonalnością i patosem, wykorzystywał elementy muzyki cygańskiej. Skomponował koncert skrzypcowy i utwory solowe na skrzypce, był też autorem transkrypcji utworów fortepianowych Chopina, Schuberta i Bacha na skrzypce.